# Rolf Teichmüller
Rolf Teichmüller (* 1. September 1904 in Nordhausen; † 6. Oktober 1983 in Krefeld) war ein deutscher Geologe, der sich insbesondere mit der Geologie der Kohle befasste, häufig in Zusammenarbeit mit seiner Frau Marlies Teichmüller. 
Teichmüller wurde 1928 in Geologie an der Universität Göttingen promoviert und habilitierte sich 1937 an der Universität Berlin. Bis 1945 war er Geologe am Reichsamt für Bodenforschung in Berlin und nach dem Zweiten Weltkrieg Landesgeologe am Geologischen Landesamt Nordrhein-Westfalen in Krefeld.
Bevor er sich der Geologie der Kohle zuwandte, war er Tektoniker und befasste sich unter anderem mit Gebirgsstrukturen in Italien (Apennin) und Spanien.
Er war seit 1938 mit der Geologin Marlies Teichmüller verheiratet, die nach seinem Tod in beider Namen eine Stiftung zur Förderung des wissenschaftlichen Nachwuchses gründete.
1969 erhielt er mit seiner Frau die Hans-Stille-Medaille.

## Schriften
- mit Marlies Teichmüller: The Geological Basis of Coal Formation, in Stach´s Textbook of Coal Petrology, Borntraeger Verlag 1982
- mit Marlies Teichmüller: Inkohlungsfragen im Ruhrkarbon, Zeitschrift der Deutschen Geolog. Ges., Band 99, 1949, S. 40–77
- mit MarliesTeichmüller: Geological aspect of coal metamorphism. In: D. Murchison, T.S. Westoll (Herausgeber): Coal and Coal-bearing Strata, Oliver and Boyd Publications, Edinburgh and London, 1968, S. 233–267
- mit Marlies Teichmüller: Diagenesis of Coal (Coalification). In: G. Larsen, G.V. Chilinger (Herausgeber) Diagenesis of Sediments and Sedimentary Rocks, Elsevier, Amsterdam, 1979, S. 207–246.

Für weitere Arbeiten siehe auch Hans-Wilhelm Quitzow.